# Orthops kalmii
Capside des prés
Espèce
Orthops kalmii, la Capside des prés, est une petite espèce d'insectes hétéroptères, une punaise de la famille des Miridae.

## Galerie

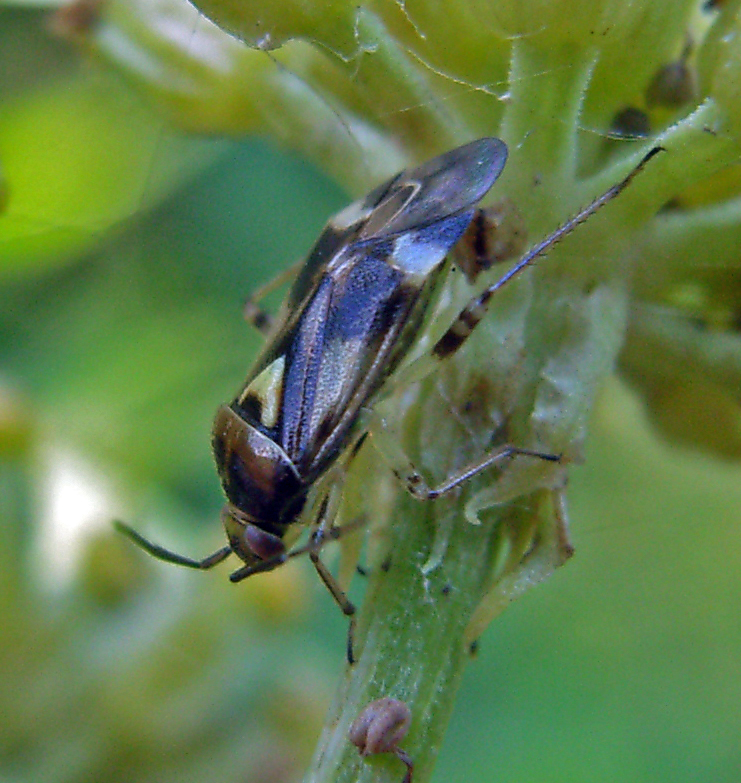
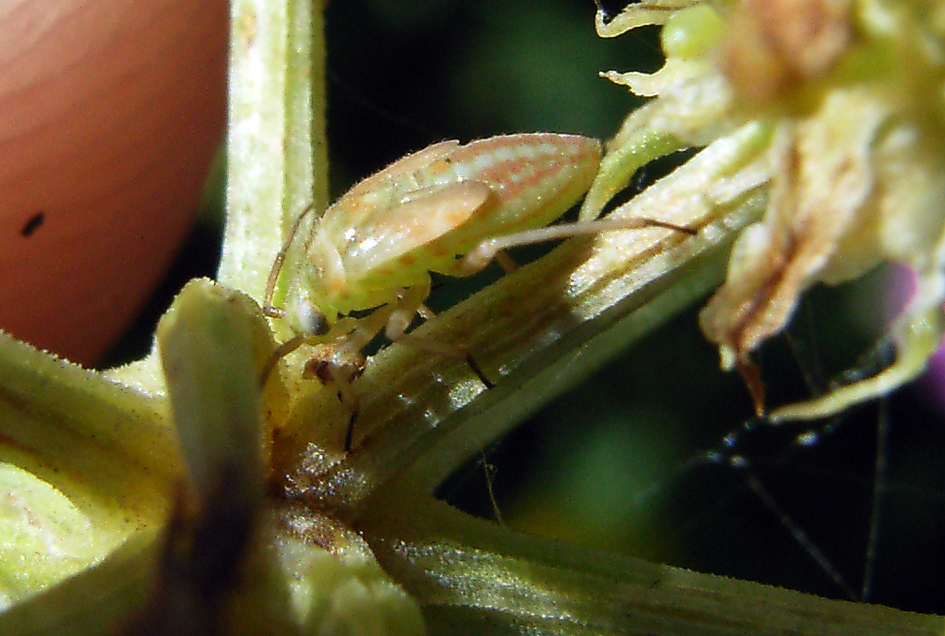
Nymphe

## Classification
Le nom valide complet (avec auteur) de ce taxon est Orthops kalmii (Linnaeus, 1758).
L'espèce a été initialement classée dans le genre Cimex sous le protonyme Cimex kalmii Linnaeus, 1758.
Certaines sources mentionnent (Fieber, 1858) en auteur et date,..
Ce taxon porte en français le nom vernaculaire ou normalisé suivant : Capside des prés.
Orthops kalmii a pour synonymes :

- Capsus pauperatus Herrich-Schaeffer, 1837
- Carpocoris lunula (Fabricius, 1794)
- Carpocoris varius var. lunula (Fabricius, 1794)
- Carpocoris varius (Fabricius, 1787)
- Cimex daldorfii Gmelin, 1790
- Cimex kalmii Linnaeus, 1758
- Cimex lunula Fabricius, 1794
- Cimex ribis Schrank, 1801
- Cimex umbratilis Linnaeus, 1758
- Cimex varius Fabricius, 1787
- Codophila longicornis Fuente, 1972
- Codophila varia longicornis Fuente, 1972
- Codophila varia varia
- Codophila varia (Fabricius, 1787)
- Lygaeus flavovarius Fabricius, 1794
- Lygaeus gramineus Fabricius, 1798
- Lygus kalmi bipartita Stichel, 1958
- Lygus kalmi conspicuua Stichel, 1958
- Lygus kalmi nigrovaria Stichel, 1958
- Lygus kalmi orientalis Servadei, 1972
- Lygus kalmi picea Reuter, 1894
- Lygus kalmi picea Servadei, 1972
- Lygus kalmi quadrimaculata Stichel, 1958
- Lygus kalmi tenuis Stichel, 1958
- Lygus kalmii fieberi Westhoff, 1881
- Lygus kalmii frenatus Horvath, 1894
- Lygus kalmii luridus Westhoff, 1881
- Lygus kalmii orientalis Reuter, 1896
- Lygus kalmii var. flavovarius Fabricius, 1794
- Lygus kalmii var. pauperatus Herrich-Schaeffer, 1837
- Lygus kalmii (Linnaeus, 1758)
- Orthops bipartitus (Stichel, 1958)
- Orthops conspicuus (Stichel, 1958)
- Orthops daldorfii (Gmelin, 1790)
- Orthops fieberi (Westhoff, 1881)
- Orthops flavovarius (Fabricius, 1794)
- Orthops frenatus (Horvath, 1894)
- Orthops gramineus (Fabricius, 1798)
- Orthops kalmi flavovaria Tamanini, 1982
- Orthops kalmi flavovarius Hoberlandt, 1956
- Orthops kalmi orientalis Popov, 1965
- Orthops kalmi pauperata Tamanini, 1982
- Orthops kalmii orientalis Kerzhner, 1996
- Orthops luridus (Westhoff, 1881)
- Orthops nigrovarius (Stichel, 1958)
- Orthops orientalis (Reuter, 1896)
- Orthops pauperatus (Herrich-Schaeffer, 1837)
- Orthops pellucidus Fieber, 1858
- Orthops piceus (Reuter, 1894)
- Orthops quadrimaculatus (Stichel, 1958)
- Orthops ribis (Schrank, 1801)
- Orthops singularis (Fallen, 1829)
- Orthops tenuis (Stichel, 1958)
- Orthops triplex (Stichel, 1958)
- Orthops umbratilis (Linnaeus, 1758)
- Orthops varius (Fabricius, 1787)
- Orthops westhoffi (Stichel, 1930)
- Phytocoris flavo-varius singularis Fallen, 1829